# Emma Moffatt
Emma Moffatt  née le 7 septembre 1984 à Moree en Nouvelle-Galles du Sud, Australie est une triathlète australienne. Elle est médaillée de bronze aux jeux olympiques de Pékin, et deux fois championne du monde de triathlon.

## Biographie
Sa famille originaire de Nouvelle-Galles du Sud, sur la côte australienne Est. Ses parents, ses trois frères et sœurs ont tous pratiqué le triathlon, une de ses sœurs a remporté un Ironman.
Emma Moffatt s'affirme au niveau international en 2008 en remportant la médaille de bronze aux Jeux olympiques d'été de Pékin. Elle confirme son talent les deux années suivantes en devenant championne du monde en 2009, l'emportant dans un final au sprint sur sa rivale suédoise Lisa Nordén, et à nouveau en 2010. 
Elle fait partie durant trois saisons du club Charleville-Triathlon-Ardennes (CTA) qui l'a recrute début 2010 et découvre pour la première fois la France. Elle se casse l'épaule à la suite d'une chute de vélo, peu de temps après son arrivée, ce qui perturbe son début de saison. Elle participe cependant en septembre 2010 au triathlon de La Baule, et termine deuxième pour cette première course sous les couleurs ardennaises. Elle apporte la première victoire à ce club en division une féminine, au Triathlon de Paris, en 2011 et après une troisième saison en son sein, elle revient en Australie, et se base en Gold Coast. Elle remporte notamment l'Ironman 70.3 Geelong en 2014.
En 2016 et à 31 ans elle se qualifie pour la troisième fois en remportant le championnat d’Océanie aux  Jeux olympiques à Rio de Janeiro où elle remporte un diplôme olympique en prenant la 6e place  de la compétition. Elle finit sa saison en annonçant lors de sa participation à la grande finale du championnat du monde de triathlon à Cozumel, qu'elle prend sa retraite sur le circuit courte distance de la fédération mondiale, où elle a fait preuve d'une grande longévité sportive.

## Palmarès
Le tableau présente les résultats les plus significatifs (podium) obtenus sur le circuit international de triathlon depuis 2007,.
| Année | Compétition                                        | Pays             | Position          | Temps           |
| ----- | -------------------------------------------------- | ---------------- | ----------------- | --------------- |
| 2016  | Coupe du monde - l'étape de Mooloolaba             | Australie        | Médaille d'argent | 0 h 58 min 48 s |
| 2016  | Championnat d'Océanie                              | Australie        | Médaille d'or     | 2 h 2 min 24 s  |
| 2014  | Ironman 70.3 Geelong                               | Australie        |                   | 4 h 30 min 58 s |
| 2011  | Grand Prix de triathlon - Étape de Paris           | France           | Médaille d'or     | Timing          |
| 2011  | WTS Hambourg                                       | Allemagne        |                   | 1 h 53 min 37 s |
| 2011  | WTS Hokoyama                                       | Japon            |                   | 1 h 59 min 30 s |
| 2010  | Championnat du monde - Classement Général          |                  |                   |                 |
| 2010  | WTS Budapest                                       | Hongrie          |                   | 1 h 51 min 25 s |
| 2010  | WTS Hambourg                                       | Allemagne        |                   | 1 h 53 min 53 s |
| 2009  | Championnat du monde - Classement Général          |                  |                   |                 |
| 2009  | WTS Washington                                     | États-Unis       |                   | 1 h 59 min 55 s |
| 2009  | WTS Hambourg                                       | Allemagne        |                   | 1 h 56 min 12 s |
| 2009  | WTS Gold Coast                                     | Australie        |                   | 1 h 59 min 14 s |
| 2009  | WTS Kitzbühel                                      | Autriche         |                   | 1 h 54 min 38 s |
| 2009  | WTS Tongyeong                                      | Corée du Sud     |                   | 2 h 2 min 51 s  |
| 2009  | Championnats du monde de triathlon en relais mixte | États-Unis       |                   | 1 h 21 min 4 s  |
| 2008  | Jeux olympiques - Pékin                            | Chine            |                   | 1 h 59 min 55 s |
| 2008  | Coupe du monde - l'étape de New Plymouth           | Nouvelle-Zélande |                   | 2 h 1 min 1 s   |
| 2008  | Championnat d'Océanie                              | Nouvelle-Zélande |                   | 2 h 6 min 35 s  |
| 2007  | Coupe du monde - Classement Général                |                  |                   |                 |
| 2007  | Coupe du monde - l'étape d'Edmonton                | Canada           |                   | 1 h 57 min 52 s |

### Articles de journaux
- Rédaction L'Équipe, « Le titre pour Moffat », L'Équipe,‎ 13 septembre 2009 (lire en ligne).
- Roger Hugon (jv.), « Charleville Triathlon recrute Emma Moffat, championne du monde - », La Semaine des Ardennes,‎ 27 janvier 2010 (lire en ligne).
- Rédaction L'Équipe, « La n°1 mondiale signe à Charleville », L'Équipe,‎ 28 janvier 2010 (lire en ligne).
- Roger Hugon (fev.), « Emma Moffatt se casse l'épaule- », La Semaine des Ardennes,‎ 26 février 2010 (lire en ligne).
- Cédric Goure, « TRIATHLON / Finale du Grand Prix D1 féminine Une pièce sur Moffatt », L’Union,‎ 18 septembre 2010 (lire en ligne).
- Rédaction L’Union, « Triathlon (D1 féminine) / Moffatt fidèle à Charleville », L’Union,‎ 24 janvier 2012 (lire en ligne).
- Cédric Goure, « Triathlon (World Championship Series) / Charleville se prend aux Jeux », L’Union,‎ 1er juin 2012 (lire en ligne).
- Rédaction TriMag, « 70.3 Geelong (Australie) – Craig Alexander et Emma Moffatt victorieux », TriMag,‎ 9 février 2014 (lire en ligne).
- (en) Rédaction ABC, « Commonwealth Games: Emma Moffatt puts in the hard work for tough Glasgow triathlon challenge », ABC,‎ 31 juillet 2014 (lire en ligne).
- (en) « Major blow to Australian triathlon team with Emma Moffatt out of wiorld series finale », The Daily Telegraph,‎ 11 août 2014 (lire en ligne).